# 铃原美兰
铃原美蘭（1999年3月30日—），日本的AV女优。属于C-more ENTERTAINMENT。

## 经历
2022年1月13日作为SODstar专属女优AV出道。
她在美国读高中，以全班第一的成绩毕业，會說三種語言：日語、英語和韓語。決定出國留學的原因是想能夠說英語。由於從高中開始就上英語會話課，所以能聽懂，但在國外閱讀時溝通仍有困難。儘管以優異的成績以全班第一的成績畢業，但並沒有參加畢業典禮，因為「當時很尖”。她在高中时把头发染成金色，但回到日本后又改回黑色。
對於自己在AV中的出現，她表示：“日本的AV和色情文化是受到全世界關注的內容，所以我決定以海外活動為目標來出道。”

## 性格
- 我的爱好是美容和化妆[3] 。
- 虽然出道时并未透露出生年份，但自从透露自己22岁、生日是3月30日后，出生年份就被公开了。
- 她的搭档纱仓真菜形容她是“一个非常聪明的人。”[4]偏差值为70[5]。
- 他对2022年的决心是“我希望向世界发布许多精彩的作品。”[4][6]

## 作品

### 成人影片
2022年
- SODstar铃原米兰AV出道（1月13日，SOD Create）
- 第一次从高潮的快感中全身抽搐。泰坦巨制。身高170厘米，G罩杯。海归，现大学四年级学生。Miran Suzuhara（2月20日，SOD Create）[7]
- 身高170cm G杯海归少女肥皂禁令出炉！纤细巨乳女大学生首次进入肥皂剧！！铃原米兰（3月10日，SOD Create）
- 170公分Gcup海归正妹第一次泡温泉高潮太猛了！释放你的本能！！更色情、令人大开眼界的毛茸茸的性文件！！！铃原米兰（4月7日，SOD Create）[8]
- 我是处男，被情色标准极高的巨乳导师勾引，让我射精10次。（5月12日，SOD创作）
- 被舔全身的亲密性交Miran Suzuhara（6月9日，SOD Create）
- 没有航班的日子，我们整天在酒店做爱。隐藏的婊子和危险的加州女士（7月7日，SOD Create）
- Instagram上的一位热门内衣模特与一位年长的摄影师有一段丑闻。铃原米兰（8月11日，SOD Create）

### 图片影片
2022年
- 《Miran Kimi no Eden》（预定5月19日，REbecca）联合主演：小宵虎南、时田亚美[9]

## 书籍/出版

### 数码相册
- 铃原米兰G胸天使的诱惑vol.1 FRIDAY数码写真集（2022年6月10日讲谈社）
- Miran Suzuhara G胸天使的诱惑vol.2全部未公开100张超完整版FRIDAY数码写真集（2022年6月10日，讲谈社）

## 出演

### 电视剧
- Kenkoba 的 Bakobako 之夜（2021年12月，SUN电视台）

### 收音机
- 与纱仓真人一起的纽约魔镜之夜（2022年1月2日、1月9日日本文化放送）